# Lophuromys roseveari
Lophuromys roseveari là một loài động vật có vú trong họ Chuột, bộ Gặm nhấm. Loài này được W. Verheyen, Hulselmans, Colyn, & Hutterer miêu tả năm 1997.